# Crystal Springs (Missisipi)
Crystal Springs – miasto w Stanach Zjednoczonych, w stanie Missisipi, w hrabstwie Copiah.